# LGV Roine-Alps
La LGV Roine-Alps (LGV Rhône-Alpes en francès) forma part de la xarxa ferroviària francesa de gran velocitat, TGV. Situada a la regió Alvèrnia-Roine-Alps és la continuació cap al sud de la LGV Sud-Est.
Es va obrir totalment el 1994, la línia té un by-pass a l'est de l'àrea metropolitana de Lió servint a l'estació de Lió-Saint-Exupéry, pròxima a l'aeroport de Lió.
La primera secció s'obrí el 1992 per als Jocs Olímpics d'hivern d'Albertville.